# Pierre Carrier-Belleuse

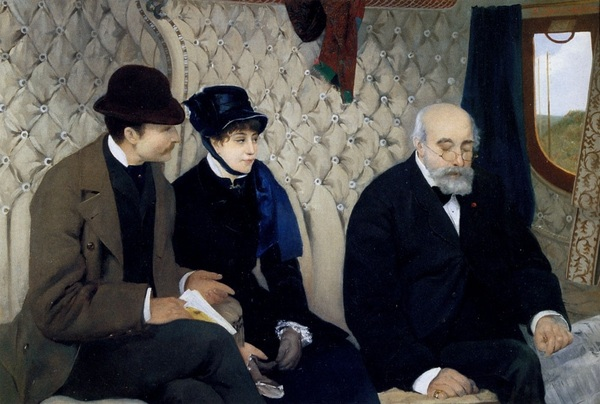
Salida para la Luna de miel (ca. 1915). La figura en la derecha es Carrier-Belleuse

Pierre-Gérard Carrier-Belleuse (París, 28 de enero de 1851 - 29 de enero de 1932) fue un pintor francés.

## Biografía
Sus primeros estudios fueron con su padre, el escultor Albert-Ernest Carrier-Belleuse. Más tarde estudió con Alexandre Cabanel y Pierre Victor Galland en el École des Beaux-Arts.
Exhibió en el Salón de París en 1875 y ganó una medalla de plata en el Exposición Universal de París de 1889. También realizó dibujos y litografías para Le Figaro Illustré.
Es conocido por sus escenas de ballet pero también realizó paisajes, retratos y trabajos de género. La mayoría de sus pinturas se encuentran en colecciones privadas. El pintor Louis-Robert Carrier-Belleuse era su hermano.

## Obras seleccionadas

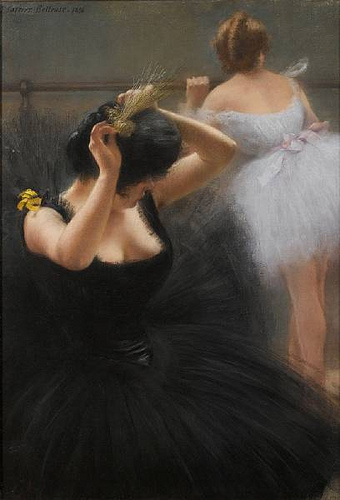
Preparación para el ballet (ca. 1900)
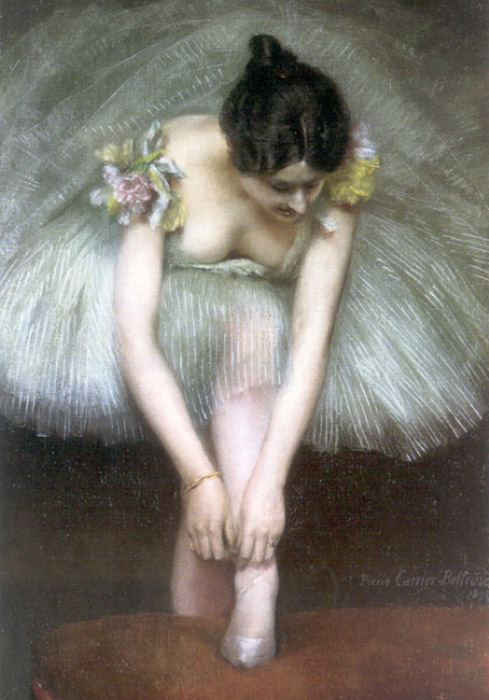
Antes del ballet (1896)
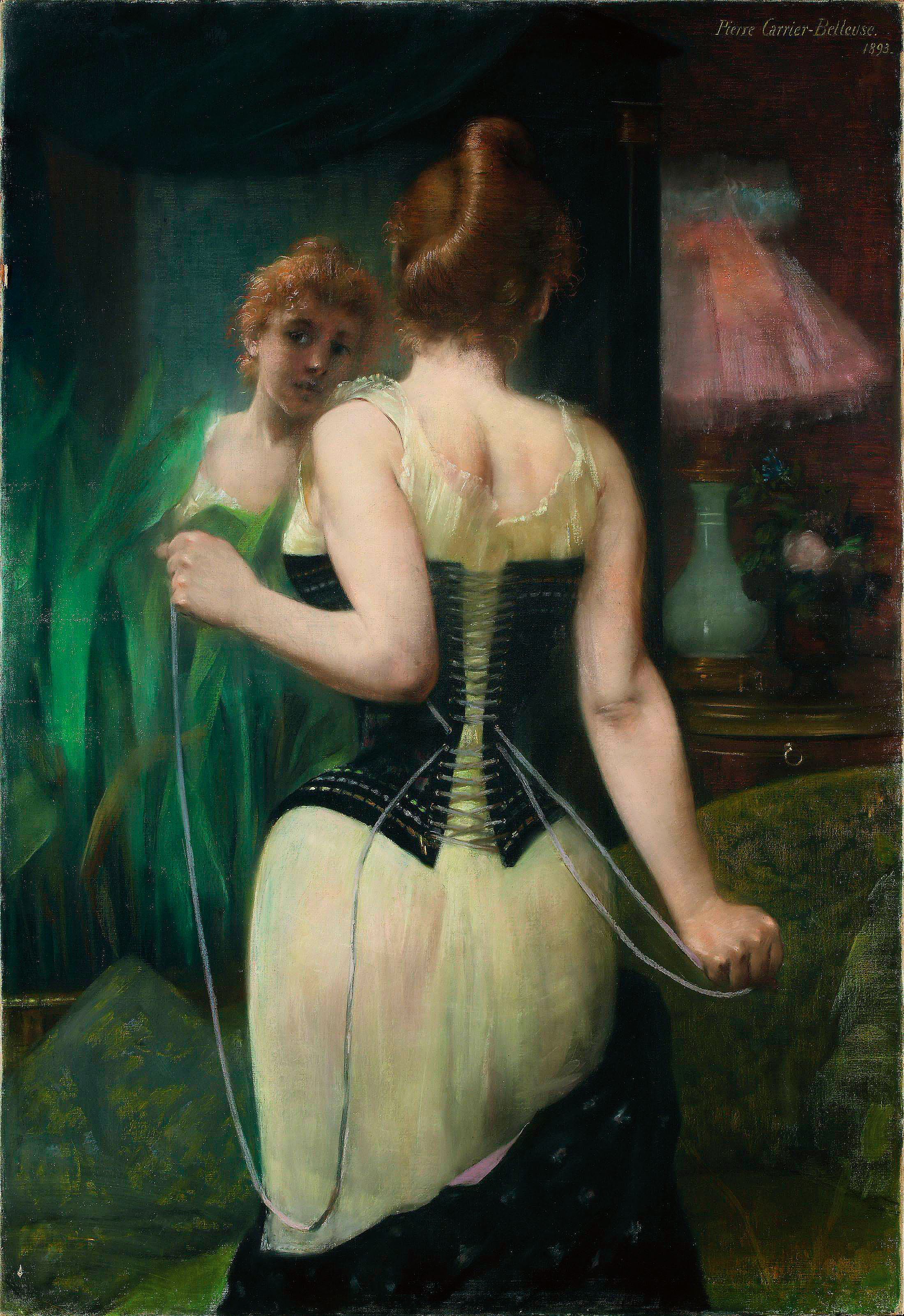
Joven ajustando su corsé (1893)
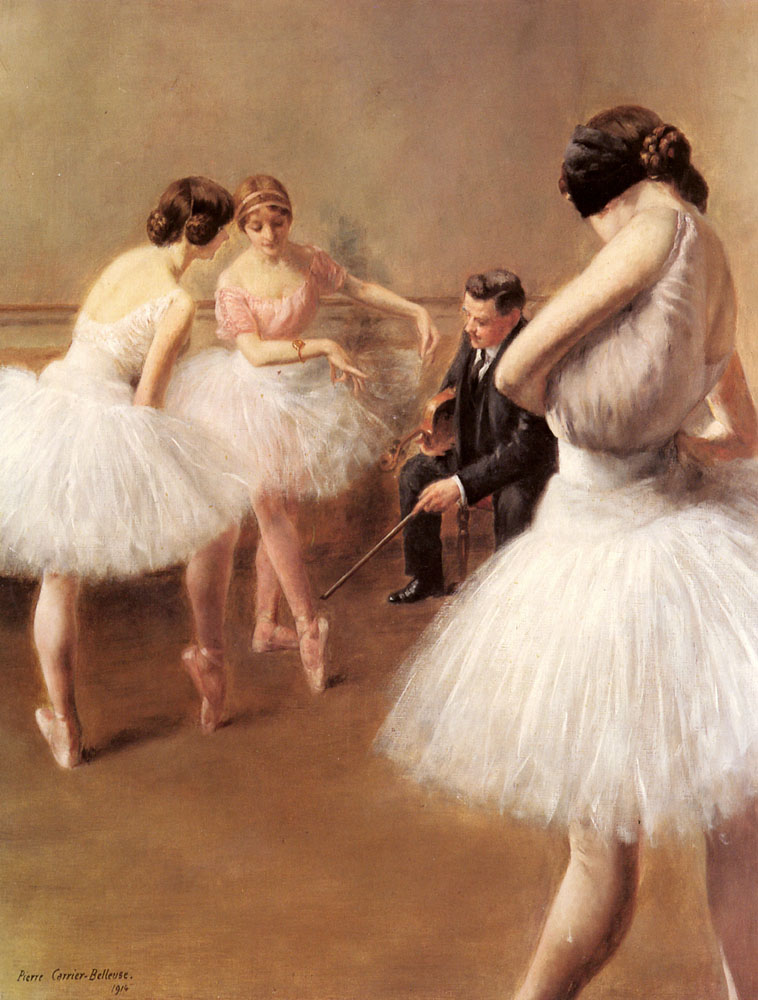
La primera posición (1900)
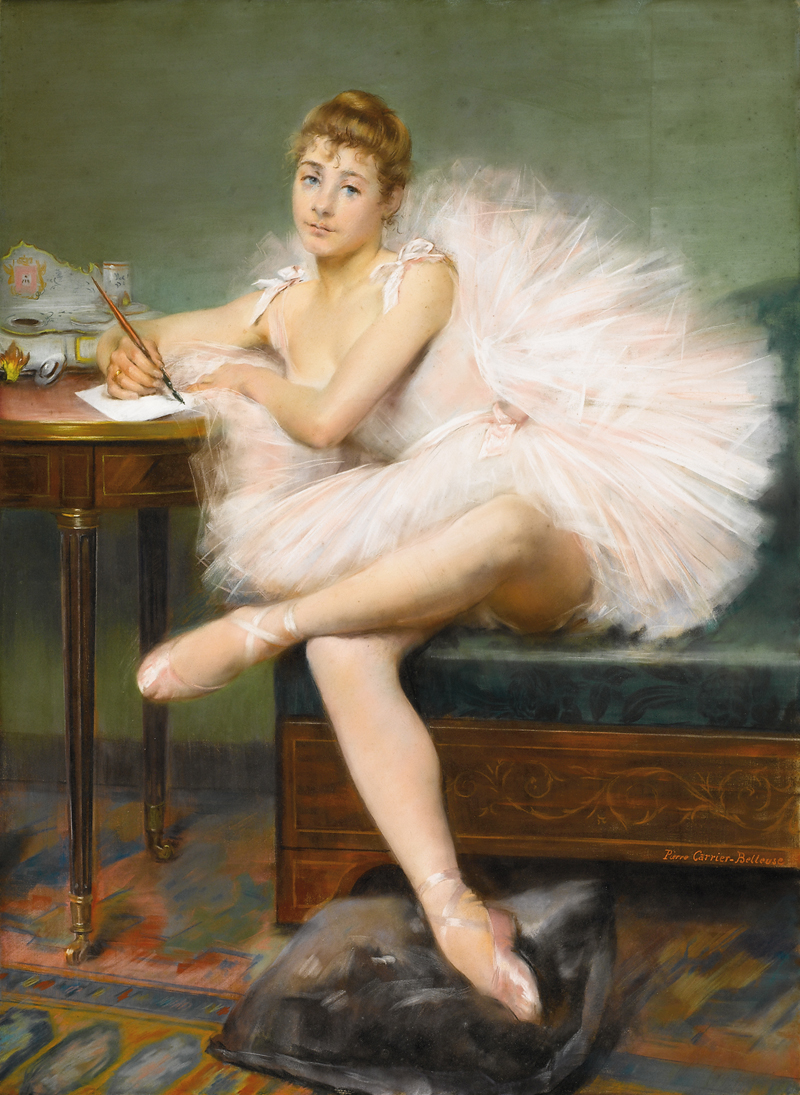
Una bailarina (ca. 1900)
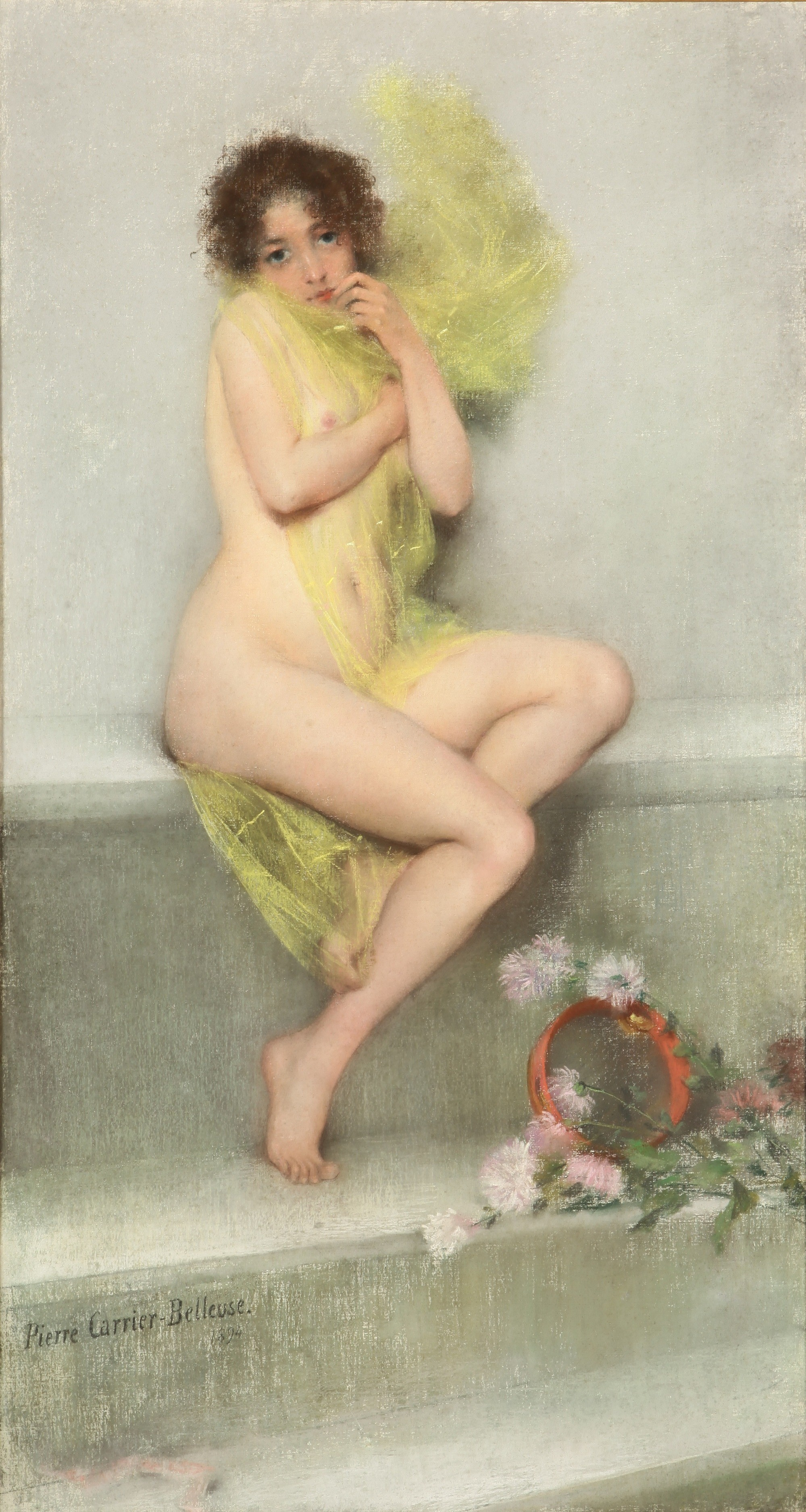
La frileuse (1894)

## Lectura adicional
- Mark Levitch: Panthéon De La Guerre: Reconfiguring un Panorama de la Gran Guerra, Universidad de Prensa de Misuri (2006) ISBN 0-8262-1678-1